# Seýdi
Seýdi (antes Neftezavodsk) es una localidad de Turkmenistán, en la provincia de Lebap.
Se encuentra a una altitud de 174 m sobre el nivel del mar. 

## Demografía
Según estimación 2010 contaba con una población de 21160 habitantes.